# Ceutorhynchus euphorbiae
Ceutorhynchus euphorbiae är en skalbaggsart som beskrevs av Brisout de Barneville 1866. Ceutorhynchus euphorbiae ingår i släktet Ceutorhynchus, och familjen vivlar. Enligt den svenska rödlistan är arten otillräckligt studerad i Sverige. Arten förekommer i Götaland, Svealand och Nedre Norrland. Artens livsmiljö är våtmarker, jordbrukslandskap, stadsmiljö.